# Zona Zen
Zona Zen é o décimo quinto álbum de estúdio da cantora brasileira Rita Lee, lançado em 05 de dezembro de 1988.  Neste disco, vê-se uma maior influência do Synth-Pop em relação aos álbuns anteriores de Rita.

## Produção
Um trabalho e resultado pouco inspirado da dupla Rita & Roberto, segundo a mesma na sua autobiografia: "É o que dá gravar disco por obrigação, o santo não baixa e o ego imperfeito interfere na inspiração. O resultado final ficou mais pra zona que pra zen."
Rita diz que fez a musica “Cecy Bom“ (uma versão brasileira da música francesa C'est si bon, interpretada por Henri Betti), com arranjo saleroso em homenagem a Brigitte Bardot, atriz no qual a cantora era fã e se dizia "devota", quando veio ao Brasil ao em 1964. 
A cantora diz também que a música-título, “Zona Zen”, "tinha um clima chique, um quê etéreo e uma letra mezzo dramática". E diferente da dramaticidade da música-título, “Nunca fui santa” foi "uma autodenúncia como porra-louca irrecuperável".
“Independência e vida” era a música que Rita Lee menos gostava do álbum e diz que "até hoje não me disse a que veio." 
Rita também diz que a cantora Wanderléa "baixou" em nela durante as regravações da música “Sem endereço”, versão de Rossini Pinto para o clássico de Chuck Berry, onde “Memphis, Tennessee” rimava com “Rapaz do Piauí”. 
Para a música “Maná mané”, Rita diz que se inspirou no caso "Verão da Lata", quando latas de cannabis apareceram boiando nos mares brasileiros, em 1987.
Em “Cruela cruel”, Rita personificou a diabólica "Perua Disneyana", personagem fictícia criada para a música por ela.
Enquanto em “Livre outra vez”, Rita reciclou o tom da primeira versão demo de “Vírus do amor”, do álbum Rita e Roberto, de 1985, que era mais lenta e tinha, em certos versos, uma outra letra, mas nessa música ela colocou uma letra nova por cima. 
A sessão de fotos para a capa do álbum foram feitas no mural de Maurício Villaça, no bairro da Vila Madalena, em São Paulo. 

## Repercussão
O disco ganhou certificado de Ouro, mas vendeu apenas 130 mil cópias, um número que Rita Lee passava longe desde o final da década de 1970.
Enquanto fazia um sucesso inferior a seus discos anteriores, foi massacrada pelas críticas, as quais Rita odiava. Na Revista Bizz, a critica disse que "Este é um dos piores discos da carreira de Rita. Não há altos e baixos: da primeira à última faixa, a falta de criatividade é flagrante."
As críticas também não pouparam Roberto de Carvalho. Milton Abirached, do Jornal O Globo, comentou: "A certeza que há aparece nos arranjos de Roberto de Carvalho, de uma crença obtusa no empastelamento para agradar milhões. São os mesmos dos outros oito discos, que já foram novidade na carreira da dupla, de dez anos, e empurram Rita mais ainda para a espiral 'robertocârlica', que corteja o público cativo (e cada vez mais velho) sem se preocupar em conquistar o novo ou mesmo 'descobrir' a música [...] Os solos de guitarra de Roberto são óbvios e entram de maneira forçada na música." 
Não indo na onda dos que críticos que não apenas estavam criticando o álbum, mas gerando críticas pessoais a Rita e Roberto, o cronista Aldir Blanc saiu em defesa de Rita em sua coluna no Jornal Do Brasil. "Rita tem um som original no rock, pensam que é repetição. Isso é o que da viver num país sem marca registrada, com todo mundo vivendo de patentes falsificadas. Faço minhas palavras as de Rita: todos pra zaca do lhoraca." 
Rita assume que não é um disco do qual tenha orgulho e que gostaria de nem tê-lo gravado, tendo muito a ver com a época pesada em que ela e Roberto estavam vivendo. A cantora diz ainda que as sensações de alegria e tristeza foram registradas em cada faixa e, para evitar dissabores, ouvia algo do disco depois de mixado.

## Faixas
Todas as faixas compostas e escritas por Rita Lee e Roberto de Carvalho, exceto onde indicado.
| Lado A |                        |                                     |         |  |
| N.º    | Título                 | Compositor(es)                      | Duração |  |
| 1.     | "Nunca Fui Santa"      | Rita Lee                            | 03:32   |  |
| 2.     | "Independência E Vida" | Rita Lee                            | 03:10   |  |
| 3.     | "Livre Outra Vez"      |                                     | 04:12   |  |
| 4.     | "Sem Endereço"         | Chuck Berry - versão: Rossini Pinto | 02:53   |  |

| Lado B         |                |                                              |         |  |
| N.º            | Título         | Compositor(es)                               | Duração |  |
| 5.             | "Zona Zen"     |                                              | 03:58   |  |
| 6.             | "Cruela Cruel" |                                              | 05:00   |  |
| 7.             | "Cecy Bom"     | André Hornez, Henri Betti - versão: Rita Lee | 02:57   |  |
| 8.             | "Maná Mané"    | Rita Lee                                     | 03:53   |  |
| Duração total: | Duração total: | Duração total:                               | 29:00   |  |

## Ficha Técnica
- Rita Lee: Vocais, Auto-harpa (faixa: 6), Castanholas (faixas: 5 e 7), Kalimba (faixa:8)
- Roberto De Carvalho: Guitarra, Violão, Teclados, Piano, Programação de Bateria, Produtor, Arranjador
- Lee Marcucci: Baixo
- Cláudio Infante: Bateria (faixa:6)
- Suely Aguiar: Produtora Executiva
- Papete: Percussão (faixas: 5, 7 e 8)
- Antonio "Moog" Canazio: Designer de som, mixagem e bateria (faixa:6) e sintetizador (faixas: 6 e 7)
- Adriano Ted: Técnico

## Desempenho comercial
| Pais   | Certificação | Vendas  |
| ------ | ------------ | ------- |
| Brasil | Ouro         | 130,000 |